# Fort Musil
Fort Mussil je utvrda na istoimenom pulskom poluotoku i brdu. Fort Mussil je obalna kružna i kulna utvrda s velikom kulom i kružnim krovom. Okružuje ju jarak, a jarak okružuje više slojeva novoizgrađenih zidova. U tvrđavu se ulazi kroz zasebni dio koji nije usko povezan s njom. Godine 1905. opremljena je s 12 topova 
Na danima otvorenog Muzila / Mussila / Mužilja tvrđavu se može posjetiti. Pod zaštitom je MORH-a. Utvrda je malo južnije imala svoju bateriju koja je uništena 1945. godine u Drugom svjetskom ratu u njemačkom bombardiranju. Bila je u funkciji od 1855. godine do 2007. godine.

## Više informacija
- Pulske fortifikacije
- Nacionalna udruga za fortifikacije Pula
- Povijest Pule
- Pula